# Joséphine Houssay
Joséphine Houssay, anche nota per errore come Joséphine Houssaye e nata Clarisse Joséphine Marie Houssais (Nantes, 25 dicembre 1840 – Parigi, 27 marzo 1914), è stata una pittrice e litografa francese.

## Biografia

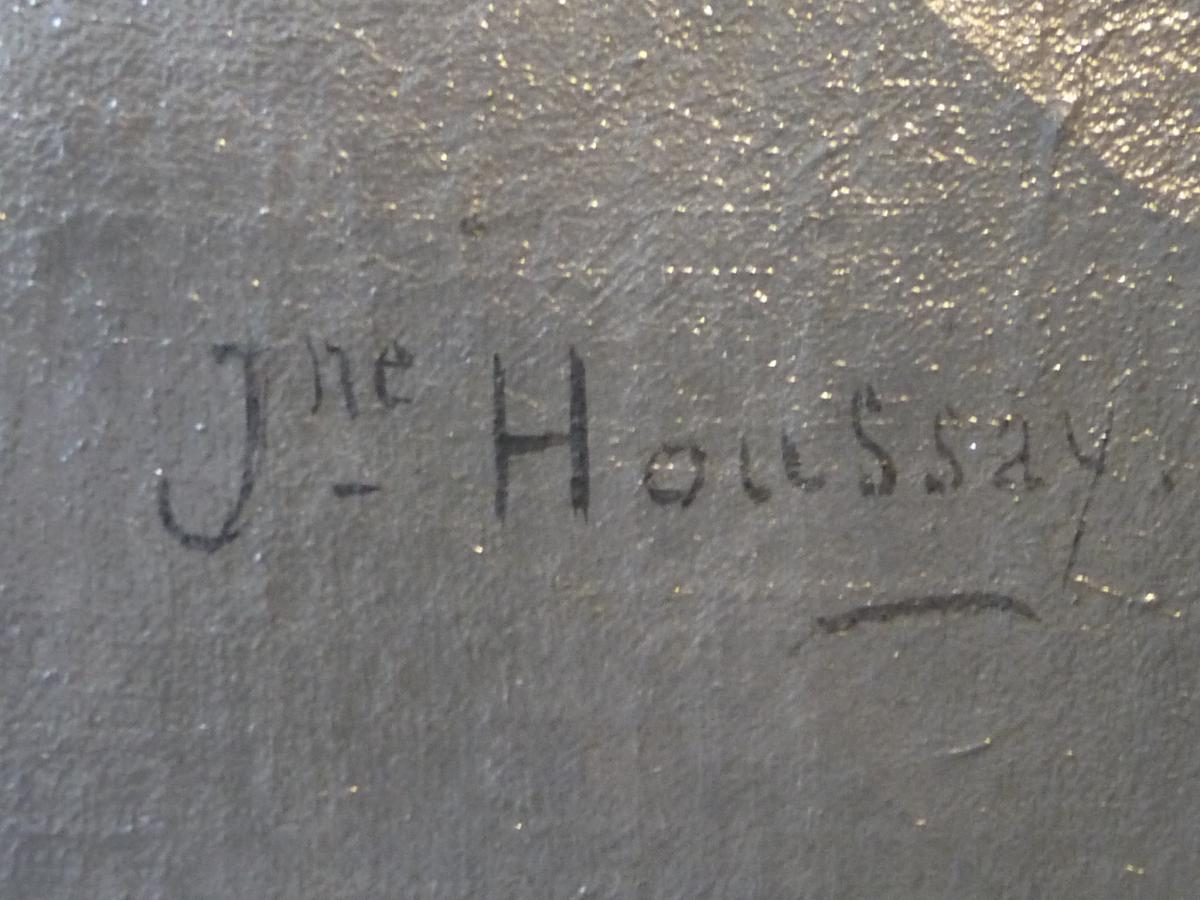
La firma dell’artista in un suo dipinto.

Clarisse Joséphine Marie Houssais nacque a Nantes il 25 dicembre 1840 da Jeanne Meunier, nata a Potsdam, e François Houssais (detto Houssay), un mercante di vini originario della regione nantese. Dopo aver lasciato Nantes, la famiglia si trasferì a Parigi, al civico numero 74 della rue de Sèvres. Il padre morì il 14 ottobre 1867. Ella aveva un fratello maggiore, Frédéric Léopold Houssais, che faceva lo scultore e l’assistente segretario ai musei nazionali e che morì a Parigi nel 1899.
Ci sono delle incertezze sull’inizio della sua formazione artistica. Secondo Émilien Maillard (1818-1900), Joséphine Houssay apprese innanzitutto il disegno con suo fratello prima di diventare una studentessa di Rosa Bonheur, alla scuola imperiale gratuita di disegno per le signorine, e di Jean-Jacques Henner.
Ella espose una tela per la prima volta al Salone di Parigi del 1868 con il nome “Joséphine Houssay” e dichiarando di essere iscritta alla scuola imperiale di disegno. Le opere esposte furono due dipinti, Annibal de Coconnas e Il sonno di Antiope (dal dipinto del Correggio esposto al museo del Louvre), e un disegno ritraente una giovane ragazza. La sua presenza al Salone si fece poi regolare fino al 1914. Molte sue opere erano delle copie di vari dipinti di vari autori del passato o della sua epoca.
Ella fu tra le pittrici presenti all’esposizione universale del 1878 a Parigi e divenne un membro della società degli artisti francesi nel 1883. Al Salone del 1892 ottenne una medaglia di terza classe e una medaglia d'argento all’esposizione universale del 1900 a Parigi. Nel 1893 gli organizzatori dell’esposizione universale di Chicago decisero di realizzare un padiglione dedicato alle donne (chiamato Woman's Building in lingua inglese): in questo padiglione erano presenti un centinaio di artiste venute dal mondo intero, tra le quali trenta pittrici francesi, inclusa Joséphine Houssay.
Nel 1888, ella aderì all’Unione delle pittrici e scultrici, esponendo le proprie opere al loro Salone. Inoltre Joséphine realizzò dei disegni a penna in seguito a una commissione di Luigi II di Baviera. La sua tela La lezione venne riprodotta nel libro inglese Women Painters of the World, pubblicato nel 1905. Ella morì nel sesto arrondissement di Parigi il 27 marzo 1914.

## Lista di opere (parziale)

### Collezioni pubbliche

#### Brasile

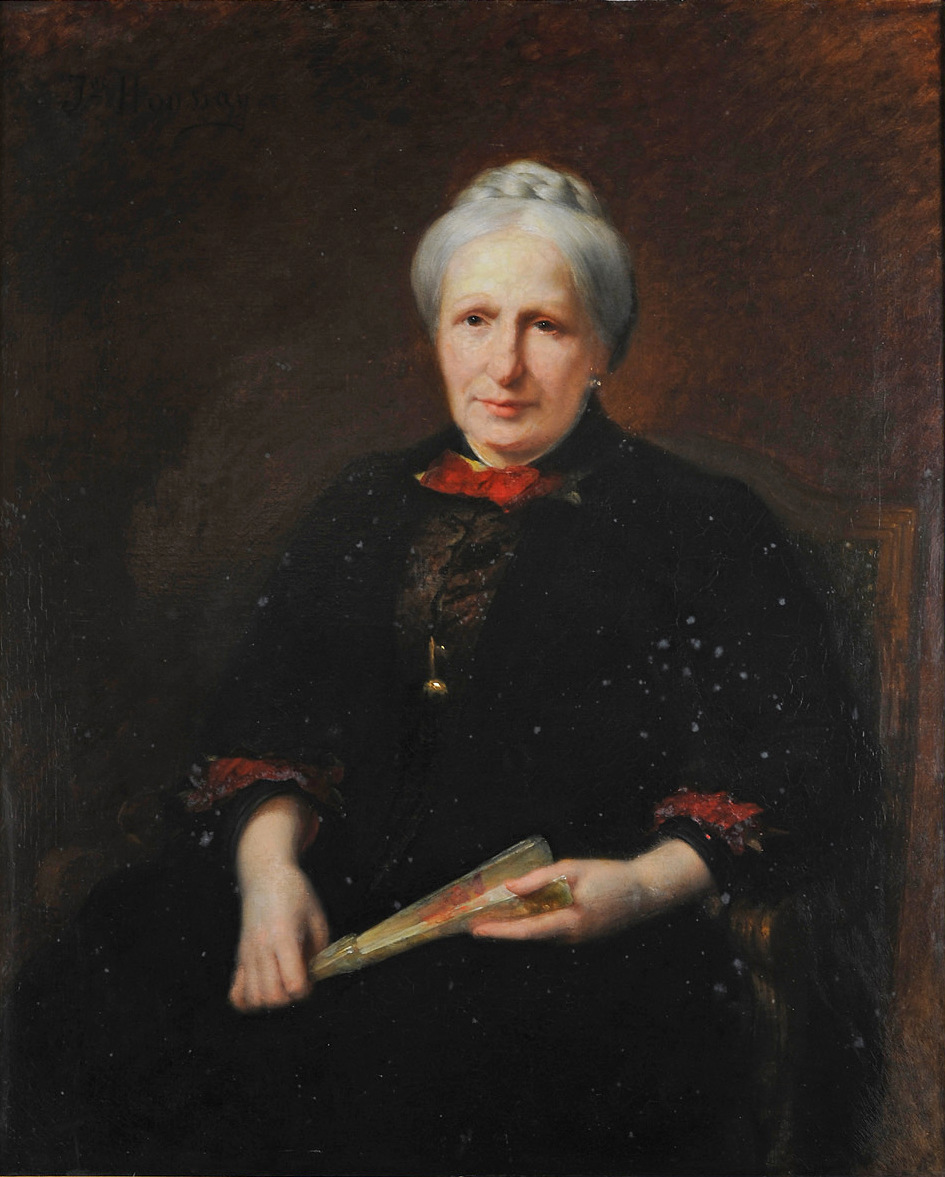
Ritratto di donna Teresa Cristina, dipinto realizzato prima del 1889

- Petrópolis, museo imperiale del Brasile: Ritratto di donna Teresa Cristina, olio su tela.

#### Francia
- Bourron-Marlotte, municipio: La Vergine, Gesù Bambino e Sant’Anna, copia da Leonardo da Vinci, 1872, olio su tela.[9]
- Menglon, municipio: La Belle Jardinière, copia da Raffaello, 1878, olio su tela.
- Parigi:
  - Scuola nazionale superiore di belle arti:[10]
    - Ritratto di Pierre-Éliopole Crouzillat (1835-1910), stampa da un disegno;
    - Il generale de Cissey, stampa.

  - museo del Louvre: Ritratto di Louis de Ronchaud, prima del 1888, olio su tela.[11][12]
- Pornic, municipio: L'Assunzione della Vergine, copia da Prud'hon, 1868, olio su tela.
- Valenza, museo d’arte e archeologia: Madame Silvestre e i suoi bambini, pastello;[13]

- Versailles:
  - museo di storia della Francia:
    - Madame Henri-François d'Aguesseau, olio su tela;[14]

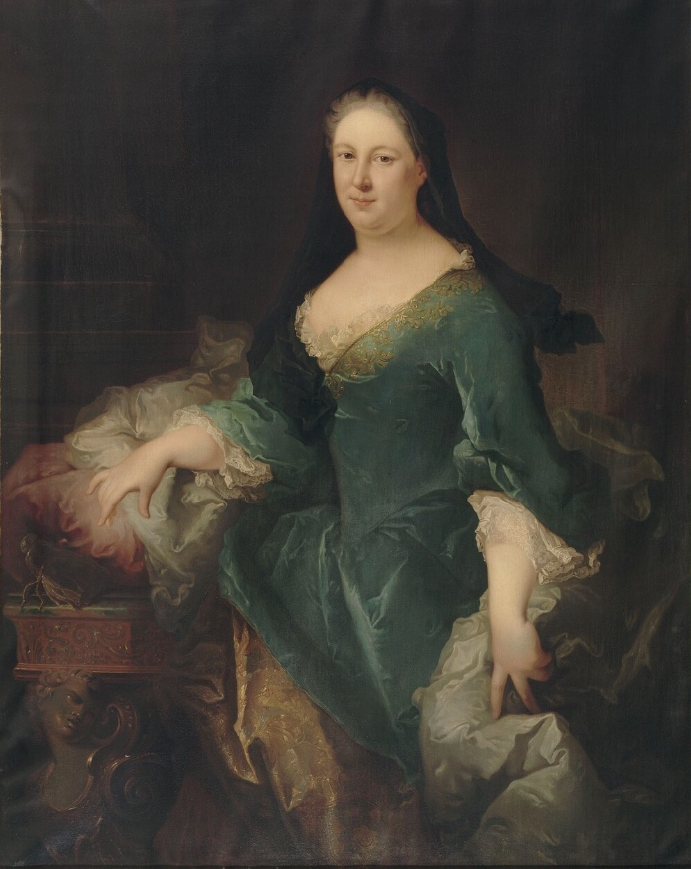
Madame Henri-François d'Aguesseau, data sconosciuta

    - Madame de Sévigné, copia da Paul Nanteuil, olio su tela;
    - Monsignor Sibour, arcivescovo di Parigi, copia da Paul Nanteuil, olio su tela;
    - Philippe Henri, marchese di Ségur, maresciallo di Francia, copia da Élisabeth Vigée-Lebrun, olio su tela.

  - tribunale del commercio: Ritratto di Henri François d'Aguesseau, cancelliere di Francia, copia da Robert Levrac-Tournières, olio su tela.

#### Paesi Bassi
- Amsterdam, Rijksmuseum: Nudo, 1888, olio su tela.

### Collezioni private
- Ritratto di donna, 1878, olio su tela.
- Ritratto del signor Louis Ronchaud, 1887.
- La lezione, 1894.

### Ubicazione sconosciuta
- Le tessitrici di arazzi, prima del 1893

## Galleria d’immagini

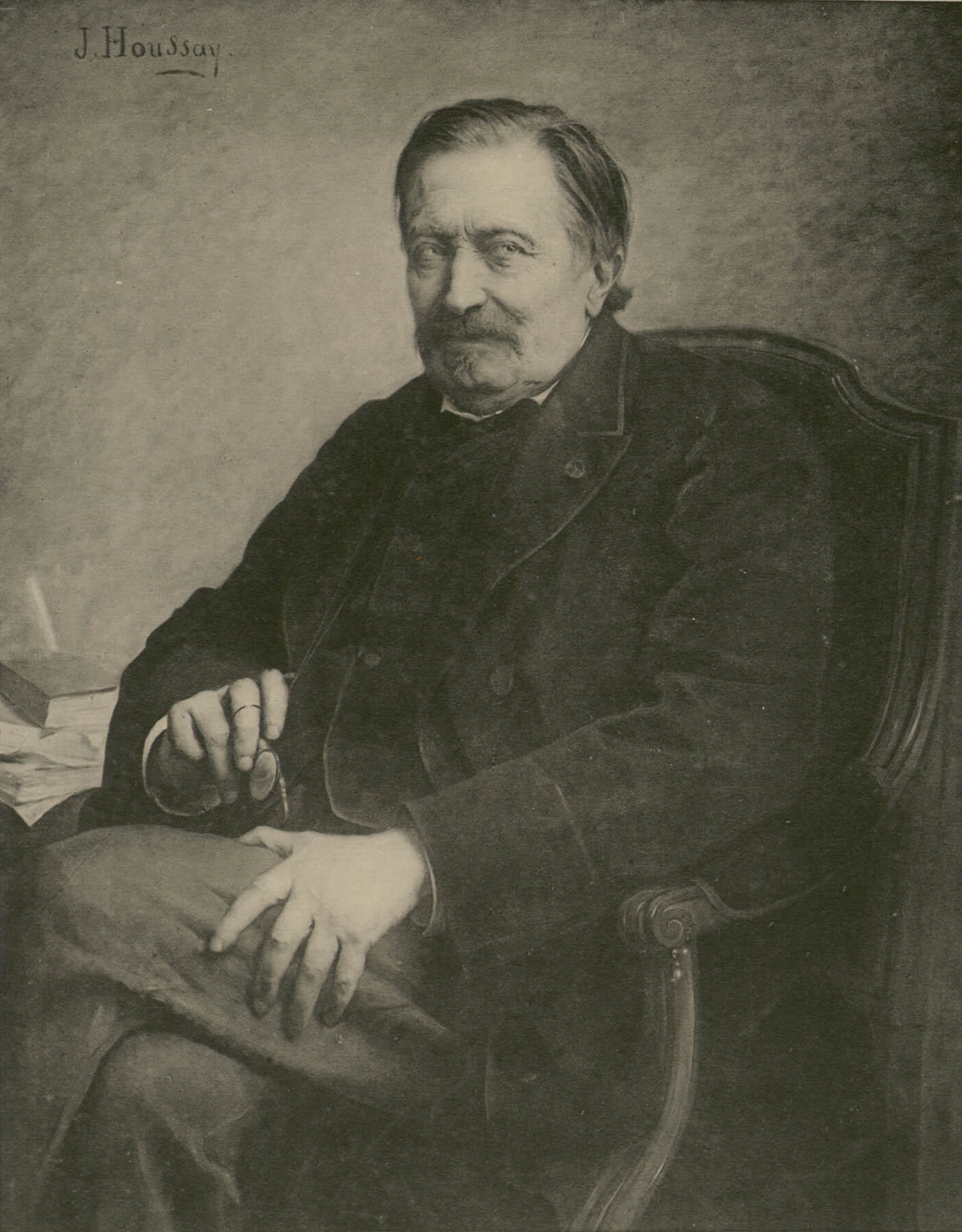
Ritratto di Louis de Ronchaud, 1887
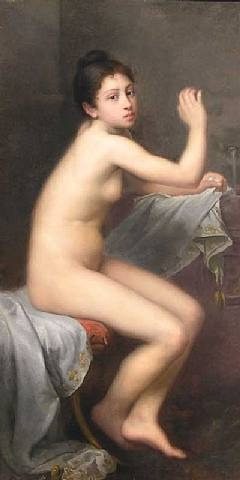
Nudo, 1888
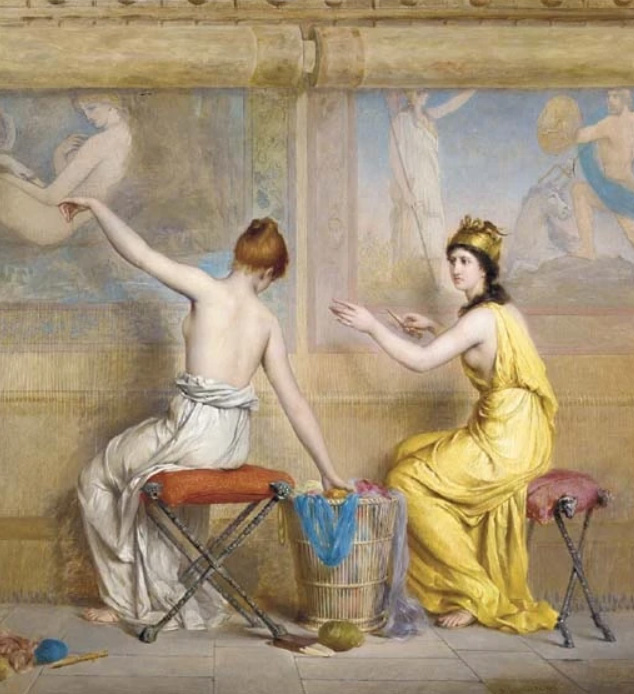
Le tessitrici di arazzi, dipinto realizzato prima del 1893
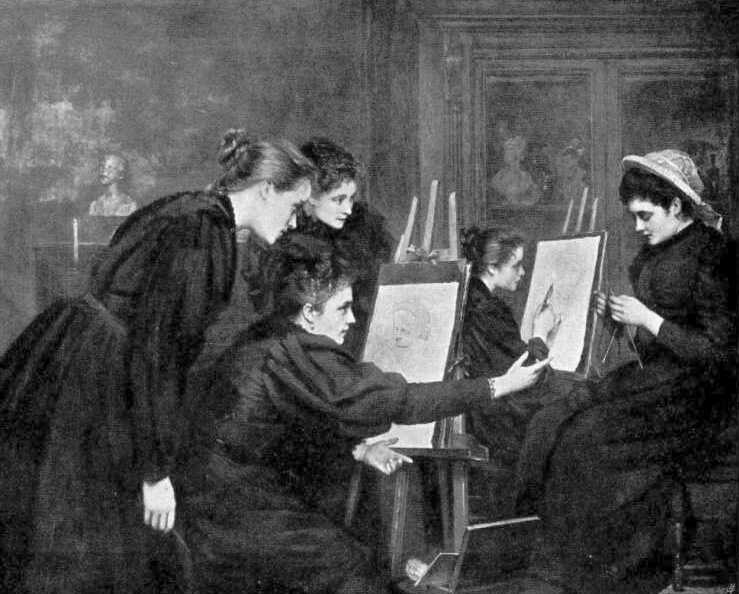
La lezione, 1894